# NGC 6122
NGC 6122 est une vaste galaxie spirale (ou lenticulaire ?) vue par la tranche, relativement éloignée et située dans la constellation de la Couronne boréale. Sa vitesse par rapport au fond diffus cosmologique est de 10 071 ± 5 km/s, ce qui correspond à une distance de Hubble de 148,5 ± 10,4 Mpc (∼484 millions d'al). NGC 6122 a été découverte par l'astronome français Guillaume Bigourdan en 1886.
Comme cette galaxie se présente par la tranche, il est difficile de déterminer si c'est une galaxie spirale Sb comme le préconise les bases de données NASA/IPAC et HyperLeda ou une galaxie lenticulaire S0 suggérée par le professeur Seligman et par Wolfgang Steinicke.

## Supernova
La supernova SN 2003ge a été découverte dans NGC 6122 le 21 juin 2003 par les astronomes amateurs américains Tim Puckett et Alex Langoussis. Cette supernova était de type Ia.